# Ocalaria oculata
Ocalaria oculata är en fjärilsart som beskrevs av Druce 1898. Ocalaria oculata ingår i släktet Ocalaria och familjen nattflyn. Inga underarter finns listade i Catalogue of Life.